# Mecutina moshinia
Mecutina moshinia is een hooiwagen uit de familie Assamiidae.